# Лусіана Масанте
Лусіана Масанте (ісп. Luciana Masante; нар. 4 грудня 1978) — колишня аргентинська тенісистка.
Найвищу одиночну позицію світового рейтингу — 197 місце досягла 2 серпня 1999, парну — 167 місце — 12 липня 1999 року.
Здобула 6 одиночних та 8 парних титулів туру ITF.

## Фінали ITF
| турніри $25,000 |
| турніри $10,000 |

### Одиночний розряд: 9 (6–3)
| Результат | Ранг | Дата           | Турнір                      | Покриття | Суперниця              | Рахунок       |
| --------- | ---- | -------------- | --------------------------- | -------- | ---------------------- | ------------- |
| Перемога  | 1.   | 25 серпня 1996 | ITF Ліма, Перу              | Тверде   | Маріана Лопес Паласіос | 6–4, 6–2      |
| Перемога  | 2.   | 8 вересня 1996 | ITF Сантьяго, Чилі          | Ґрунт    | Селесте Контін         | 6–4, 2–6, 6–2 |
| Поразка   | 1.   | 31 серпня 1997 | ITF Київ, Україна           | Ґрунт    | Ольга Іванова          | 0–6, 2–6      |
| Перемога  | 3.   | 7 вересня 1997 | ITF Бад-Наугайм, Німеччина  | Ґрунт    | Ізабель Кваст          | 6–4, 6–3      |
| Перемога  | 4.   | 30 серпня 1998 | ITF Мідделкерке, Бельгія    | Ґрунт    | Патті ван Аккер        | 5–7, 6–3, 6–4 |
| Поразка   | 2.   | 23 травня 1999 | ITF Сарагоса, Іспанія       | Ґрунт    | Маріана Меса           | 6–1, 4–6, 1–6 |
| Перемога  | 5.   | 27 серпня 2000 | ITF Буенос-Айрес, Аргентина | Ґрунт    | Ларісса Шерер          | 6–3, 6–0      |
| Поразка   | 3.   | 8 жовтня 2000  | ITF Жирона, Іспанія         | Ґрунт    | Лурдес Домінгес Ліно   | 4–0, 5–4, 0–4 |
| Перемога  | 6.   | 2 вересня 2001 | ITF Сполето, Італія         | Ґрунт    | Соня Дельгадо          | 6–3, 6–3      |

### Парний розряд: 20 (8–12)
| Результат | Ранг | Дата             | Турнір                        | Покриття | Партнерка            | Суперниці                                            | Рахунок       |
| --------- | ---- | ---------------- | ----------------------------- | -------- | -------------------- | ---------------------------------------------------- | ------------- |
| Поразка   | 1.   | 8 вересня 1996   | ITF Сантьяго, Чилі            | Ґрунт    | Рената Бріту         | Селесте Контін Роміна Оттобоні                       | 2–6, 7–6, 3–6 |
| Поразка   | 2.   | 7 квітня 1997    | ITF Вінья-дель-Мар, Чилі      | Ґрунт    | Селесте Контін       | Каталін Мароші Вероніка Стеле                        | 1–6, 7–5, 2–6 |
| Поразка   | 3.   | 18 травня 1997   | ITF Ле-Туке, Франція          | Ґрунт    | Вероніка Стеле       | Ніколь Арендт Магалі Лямарр                          | 2–6, 3–6      |
| Поразка   | 4.   | 25 травня 1997   | ITF Брессаноне, Італія        | Ґрунт    | Мірка Федерер        | Кароліна Шнайдер Патріція Вартуш                     | 3–6, 0–6      |
| Перемога  | 1.   | 7 вересня 1997   | ITF Бад-Наугайм, Німеччина    | Ґрунт    | Анніка Ліндстедт     | Деббі Гак Майке Каутстал                             | 6–2, 6–2      |
| Перемога  | 2.   | 9 серпня 1998    | ITF Ребек , Бельгія           | Ґрунт    | Дафне Ван Де Занде   | Софі Боржйон Сідні Схюрманс                          | 6–1, 6–4      |
| Перемога  | 3.   | 16 серпня 1998   | ITF Коксейде, Бельгія         | Ґрунт    | Моніка Машталіржова  | Лотті Селен Katarina Valkyová                        | 6–3, 7–5      |
| Поразка   | 5.   | 23 серпня 1998   | ITF Брюссель, Бельгія         | Ґрунт    | Лурдес Домінгес Ліно | Кім Клейстерс Сідні Схюрманс                         | 6–7, 5–7      |
| Перемога  | 4.   | 30 серпня 1998   | ITF Мідделкерке, Бельгія      | Ґрунт    | Патрісія Маркова     | Бретхтьє Брюлс Сідні Схюрманс                        | 2–6, 6–3, 6–3 |
| Поразка   | 6.   | 27 вересня 1998  | ITF Тукуман, Аргентина        | Ґрунт    | Лаура Монтальво      | Мерседес Пас Патрісія Тарабіні                       | 7–5, 4–6, 6–7 |
| Поразка   | 7.   | 2 листопада 1998 | ITF Можі-дас-Крузіс, Бразилія | Ґрунт    | Алісія Ортуньйо      | Ева Бес Марія Фернанда Ланда                         | 6–4, 2–6, 2–6 |
| Поразка   | 8.   | 30 серпня 1999   | ITF Денен, Франція            | Ґрунт    | Маріам Рамон Клімент | Роса Марія Андрес Родрігес Кончіта Мартінес Гранадос | 1–6, 4–6      |
| Перемога  | 5.   | 27 серпня 2000   | ITF Буенос-Айрес, Аргентина   | Ґрунт    | Херальдін Айсенберг  | Меліса Аревало Паула Раседо                          | 6–2, 6–2      |
| Перемога  | 6.   | 19 березня 2001  | ITF Матаморос, Мексика        | Тверде   | Даніела Олівера      | Б'янка Кампер Надіне Шлоттерер                       | 6–2, 6–2      |
| Перемога  | 7.   | 26 березня 2001  | ITF Сьюдад-Вікторія, Мексика  | Тверде   | Даніела Олівера      | Меліса Аревало Кончіта Мартінес Гранадос             | 6–4, 7–5      |
| Поразка   | 9.   | 7 травня 2001    | ITF Мальє, Італія             | Ґрунт    | Наталія Гуссоні      | Роса Марія Андрес Родрігес Еухенія Чіальво           | 4–6, 4–6      |
| Поразка   | 10.  | 14 травня 2001   | ITF Турин, Італія             | Ґрунт    | Даніела Олівера      | Меліса Аревало Ванесса Менга                         | 5–7, 2–6      |
| Перемога  | 8.   | 8 липня 2001     | ITF Гечо, Іспанія             | Ґрунт    | Даніела Олівера      | Анна Фонт Раїса Гуревич                              | 6–2, 6–3      |
| Поразка   | 11.  | 13 серпня 2001   | ITF Аоста, Італія             | Ґрунт    | Штефані Гайднер      | Кільдін Шевальє Наташа Рандріантефі                  | 6–1, 2–6, 2–6 |
| Поразка   | 12.  | 27 вересня 2001  | ITF Сполето, Італія           | Ґрунт    | Штефані Гайднер      | Сільвія Дісдері Анна Флоріс                          | 4–6, 5–7      |